# 808Melo
Andre Michael Loblack (Ilford, Londres; 6 de abril de 1997), más conocido por su nombre artístico, 808Melo o 808MeloBeats, es un swagger, productor discográfico y compositor inglés. 808Melo es acreditado de ser un pionero en los géneros, UK drill y Brooklyn drill, y es conocido por sus bases con una percusión fuerte. En 2019, fue el productor del primer mixtape de Pop Smoke, Meet the Woo. También produjo su secuela, Meet the Woo 2, y contribuyó al álbum póstumo, Shoot for the Stars, Aim for the Moon, quien llegó al Billboard Hot 100 artists en julio de 2020. 808Melo también ha producido canciones para Travis Scott, Fivio Foreign y Lil Tjay. ATL Jacob

## Primeros años
808Melo empezó producir música en 2016, cuando compró un portátil y el programa de audio digital, FL Studio. Desarrolló un estilo de bases fuertes con un patrón de percusión 808. Se hizo popular en Reino Unido, tras producir canciones para Headie One (“The Jugg”), 410, y K-Trap entre los más destacados.  Estos últimos le llevarían a ser reconocido como uno de los mejores productores del UK drill con Headie One y RV.  
Pop Smoke se comunicó con él utilizando YouTube a principios de 2019 para que fuese el productor de su primer mixtape, Meet the Woo.

## Carrera musical
Después de producir para Headie One, OFB y K-Trap, su música fue descubierta por Pop Smoke, quien le alistó para producir su primer mixtape, Meet the Woo.
808Melo produjo el sencillo de Pop Smoke, “Welcome to the Party” en 2019, el cual se hizo viral en YouTube y fue certificado platino por RIAA en 2020.
Loblack hizo un remix de la canción Skepta de Nicki Minaj. Está alcanzó el puesto número 5 en el Billboard 100 Bubbling Under.  Más tarde en 2019 él y AXL Beats, obtuvieron un mainstream por el sencillo “GATTI”, de Travis Scott y Pop Smoke, el cual apareció en la cinta colaborativa, JACKBOYS.
808Melo fue el productor principal del segundo mixtape de Pop Smoke, Meet the Woo 2. Produjo 4 de las 18 pistas originales del álbum póstumo, Shoot for the Stars, Aim for the Moon, el cual llegó al número 1 en el Billboard 200.  En mayo de 2020, 808Melo fue certificado platino por la producción del sencillo “Dior”, de Pop Smoke.
Desde la muerte de Pop Smoke, 808Melo ha sido productor para distintos raperos, entre los más destacados, Lil Tjay, Fivio Foreign, Smoove'L, Blizz Vito, 22Gz y Sheff G.

## Producción discográfica

### Mixtapes
| Título         | Detalles | Posición en lista | Posición en lista | Posición en lista | Posición en lista | Posición en lista | Posición en lista | Posición en lista | Certificaciones |
| Título         | Detalles | US                | AUS               | CAN               | DIN               | NZ                | SUE               | RU                | Certificaciones |
| -------------- | --- | ----------------- | ----------------- | ----------------- | ----------------- | ----------------- | ----------------- | ----------------- | --------------- |
| Meet the Woo   | - Publicación: 26 de julio de 2019 - Discografía: Victor Victor, Republic Records - Formato: Descarga digital, streaming          | 105               | —                 | 98                | 31                | —                 | 29                | —                 |                 |
| Meet the Woo 2 | - Publicación: 7 de febrero de 2020 - Discografía: Victor Victor, Republic Records - Formato: Descarga Digital, CD, LP, streaming | 7                 | 24                | 8                 | 19                | 27                | 25                | 16                | - RIAA: Oro     |

### Álbumes
| Título                                | Detalles del Álbum |
| ------------------------------------- | --- |
| Shoot for the Stars, Aim for the Moon | - Lanzamiento: 3 de julio de 2020 - Discografía: Victor Victor, Republic Records - Formato: Descarga digital, CD, LP, streaming |